# Stea binară

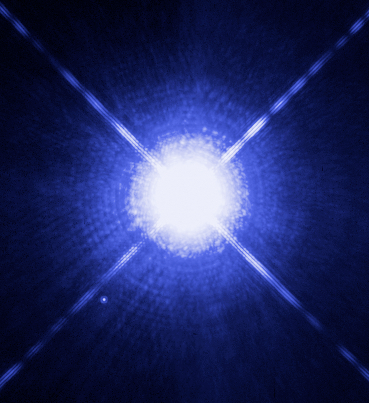
Imagine de la Hubble cu sistemul binar Sirius, în care se vede clar Sirius B (stânga, jos).

O stea binară este un sistem solar constând din două stele aflate pe orbită în jurul centrului comun de masă. Steaua mai strălucitoare este denumită stea primară iar cea de-a doua stea secundară sau stea companion. Cercetările realizate începând cu secolul al XIX-lea sugerează că multe stele fac parte din asemenea sisteme binare sau multiple. Termenul stea dublă se poate folosi sinonim cu cel de stea binară, dar în general, o stea dublă poate fi fie o binară fie o stea optic dublă, două stele fără legătură fizică, dar care de pe Pământ par a fi apropiate. O stea dublă poate fi identificată drept optic dublă în cazul în care componentele sale au mișcări proprii sau viteze radiale suficient de diferite, sau dacă măsurătorile de paralaxă arată că cele două componente sunt la distanțe diferite de Pământ. Majoritatea stelelor duble cunoscute nu au fost identificate nici ca stele binare, nici ca stele optic duble.
Sistemele binare sunt foarte importante în astrofizică deoarece calculul orbitelor lor permite determinarea directă a maselor stelelor componente, care la rândul său permite estimarea altor parametri stelari, cum ar fi raza și densitatea.  Aceasta determină și o relație empirică masă-luminozitate din care pot fi estimate masele stelelor individuale.
Stelele binare sunt adesea detectate optic, în care caz se numesc binare vizuale. Numeroase binare vizuale au perioade orbitale lungi de câteva secole sau milenii și deci au orbite incerte sau slab cunoscute. Ele pot fi determinate prin tehnici indirecte, cum ar fi spectroscopia (binare spectroscopice) sau astrometria (binare astrometrice). Dacă o stea binară se întâmplă să orbiteze într-un plan apropiat de linia ce leagă Pământul de ele, componentele lor se vor eclipsa reciproc și vor trece una prin fața alteia.
Dacă cele două componente ale unui sistem binar sunt suficient de apropiate, fiecare poate produce distorsiuni în atmosfera stelară a celeilalte. În unele cazuri, stelele din aceste sisteme pot face schimb de masă, ducând evoluția lor în etape pe care stelele singure nu pot ajunge. Astfel de exemple sunt Algol, Sirius și Cygnus X-1 (dintre care una dintre membre este probabil o gaură neagră). Stelele binare sunt obișnuite ca nuclee ale multor nebuloase planetare, fiind generatoare atât de nove cât și de supernove de tip Ia.